# Eberhard Mannschatz

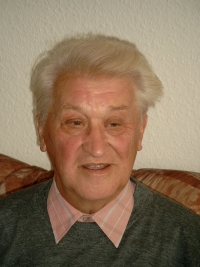
Eberhard Mannschatz

Eberhard Mannschatz (* 29. Oktober 1927 in Dresden; † 20. Juli 2019 in Berlin) war Abteilungsleiter im Ministerium für Volksbildung der DDR und Hochschullehrer an der Humboldt-Universität zu Berlin.

## Leben und Beruf
Mannschatz beantragte am 11. Februar 1944 die Aufnahme in die NSDAP und wurde zum 20. April desselben Jahres aufgenommen (Mitgliedsnummer 9.990.556). Er legte 1947 das Abitur ab. Danach war er zunächst als Jugendamtsleiter in Dresden tätig, bevor er die Deutsche Verwaltungsakademie „Walter Ulbricht“ in Forst Zinna besuchte. Zwischen 1951 und 1954 und von 1957 bis 1977 war Mannschatz Leiter der Abteilung Jugendhilfe im Ministerium für Volksbildung der DDR. Zwischenzeitlich war er stellvertretender Leiter des Jugendwerkhofs Römhild.
Im Volksbildungsministerium war Mannschatz u. a. für die Spezialheime für schwer erziehbare Kinder und Jugendliche zuständig. Wie Verena Zimmermann darlegt, hat sich Mannschatz von 1956 bis 1964 erfolgreich gegen die Einrichtung des späteren Geschlossenen Jugendwerkhof Torgau eingesetzt. Wie sie anhand eines Thesenpapiers der von ihm geleiteten Abteilung Jugendhilfe/Heimerziehung ausführt, stand diese 1960 „der Schaffung eines geschlossenen Heimes immer noch ablehnend gegenüber, da eine solche Einrichtung einer ‚Beseitigung des Erziehungsgedankens der Jugendwerkhöfe‘ gleichkomme“. Und weiter: „Die künftige Erziehungsarbeit könne nicht in einer ‚weitgehenden Isolierung‘ bestehen, sondern nur ‚in einer Angleichung der Erziehungssituation in den Jugendwerkhöfen an das normale Leben in unserer Gesellschaft‘.“ 1963 beschloss die von Mannschatz geleitete Abteilung jedoch: „Die Diskussion über die Schaffung eines geschlossenen Jugendwerkhofs für Dauerausreißer ist bis zum 31. Mai 1963 abzuschließen. Wenn es erforderlich ist, ist ein geschlossener Jugendwerkhof bis zum 31. August 1963 einzurichten.“ Im späteren Jugendwerkhof Torgau wurden nach Feststellung des Kammergerichts 2004 die Menschenrechte der eingewiesenen Kinder und Jugendlichen in ganz gravierender Weise verletzt. Während der Amtszeit Mannschatz’ erging auch die „Ordnung über die zeitweise Isolierung von Minderjährigen aus disziplinarischen Gründen in den Spezialheimen der Jugendhilfe“ vom 1. Dezember 1967, die die mehrtägige Unterbringung von arbeitsunwilligen oder sonst renitenten Kindern und Jugendlichen ab 12 bzw. 14 Jahren in verschlossenen Arrestzellen ermöglichte.
Nach Mannschatz’ Ansicht sollten die Kinder und Jugendlichen in den Spezialheimen umerzogen werden. Er wandte sich in diesem Zusammenhang schon früh gegen Prügelpädagogik, gegen Stufensysteme der Belohnung, und gegen Einschließung überhaupt. Ziel sei, „die Besonderheiten in der Persönlichkeitsentwicklung zu überwinden, die Eigenheiten im Denken und Verhalten der Kinder und Jugendlichen zu beseitigen und damit die Voraussetzungen für eine normale Persönlichkeitsentwicklung zu schaffen.“
1957 wurde Mannschatz, der konzeptionell an den sowjetischen Pädagogen Makarenko anknüpfte, mit einer pädagogischen Arbeit in Rostock promoviert, die Habilitation erfolgte 1966. 1968 erlangte er eine Honorarprofessur an der Humboldt-Universität zu Berlin; ab 1977 war er dort Inhaber eines Lehrstuhls für Sozialpädagogik, des einzigen in der DDR. Mannschatz wurde 1991 emeritiert.
Mannschatz war Ordentliches Mitglied der Akademie der Pädagogischen Wissenschaften der DDR und Vizepräsident der Fédération Internationale des Communautés Educatives (FICE).
Nach 1990 engagierte sich Mannschatz bildungspolitisch in der PDS. 2012 wehrten sich der Sächsische Landesbeauftragte für die Stasi-Unterlagen Lutz Rathenow und Vertreter von Verfolgtenverbänden in einem offenen Brief gegen die Veröffentlichung eines Kapitels im Fachbuch Grundkurs Soziale Arbeit der evangelischen Hochschule des Rauhen Hauses in Hamburg, da Mannschatz direkt verantwortlich für die Einrichtung des Geschlossenen Jugendwerkhofes Torgau sei, in dem „die Menschenrechte und die Würde“ von über 4000 Jugendlichen „systematisch verletzt“ worden seien. Die Evangelische Hochschule veröffentlichte im Juni 2012 eine Erklärung: „Wir wissen heute, dass die kommentarlose Veröffentlichung des in Rede stehenden Textes in dem Fachbuch ein Fehler war und verstehen die Kritik jener, die hierin die Gefahr einer Verharmlosung dieser Jugendhilfepraxis sehen, für die Eberhard Mannschatz Verantwortung trägt.“

## Schriften (Auswahl)
- Zur Rolle der Ideologie bei der sozialistischen Umgestaltung der Jugendhilfe. In: Sozialistische Erziehung in Jugendhilfe, Heim und Hort Heft 10/1959, S. 3ff., Heft 11/1959, S. 5f.
- Untersuchungen zur Erziehungsorganisation im Heim. Dissertation, Rostock 1957.
- Einführung in die sozialistische Familienerziehung. Berlin 1971.
- Der Beitrag der Jugendhilfe zur kommunistischen Erziehung der Jugend. in: Jugendhilfe 15 (1977), S. 195ff.
- Gemeinsame Aufgabenbewältigung als Medium sozialpädagogischer Tätigkeit. Denkanstöße für die Wiedergewinnung des Pädagogischen aus der Makarenko-Rezeption. In: Gesellschaft – Geschichte – Gegenwart. Schriftenreihe des Vereins „Gesellschaftswissenschaftliches Forum e. V.“ (Band 31). Berlin 2003.
- Heimerziehung. Zum Problemhintergrund einer umstrittenen Betreuungsform. Berlin 2007.